# Château de Ternand
Le château de Ternand est un ancien château fort du XIIIe siècle, remanié aux XIIIe et XVIe siècles et détruit en 1562 , dont les ruines se dressent sur la commune de Ternand dans le département du Rhône et la région Auvergne-Rhône-Alpes.

## Situation
Le château de Ternand est situé dans le département français du Rhône sur la commune de Ternand, au nord ouest de Lyon, sur un promontoire dominant la vallée de l'Azergues, à 326 mètres d'altitude.

## Histoire
Le fief appartenait aux archevêques de Lyon et vers 1210, Renaud de Forez fait fortifier le site.
En 1562, les troupes huguenotes menées par le baron des Adrets détruisent le château. Dès lors, le siège de la seigneurie est transféré au château de Ronzières, de l'autre côté de l'Azergues, également situé sur la commune de Ternand.

## Description
De la construction d'origine, il reste une partie du chemin de ronde, qui offre une belle perspective sur les monts de Tarare, les ruines du château médiéval et un vestige du donjon qui ne s'élève plus qu'à 17 mètres ; il mesurait initialement 31 mètres.
Un pont-levis, entre le château et le donjon, donnait accès à la forteresse. Un lieu de culte se dressait dans la basse-cour.
Le site du château est aujourd'hui un jardin public.

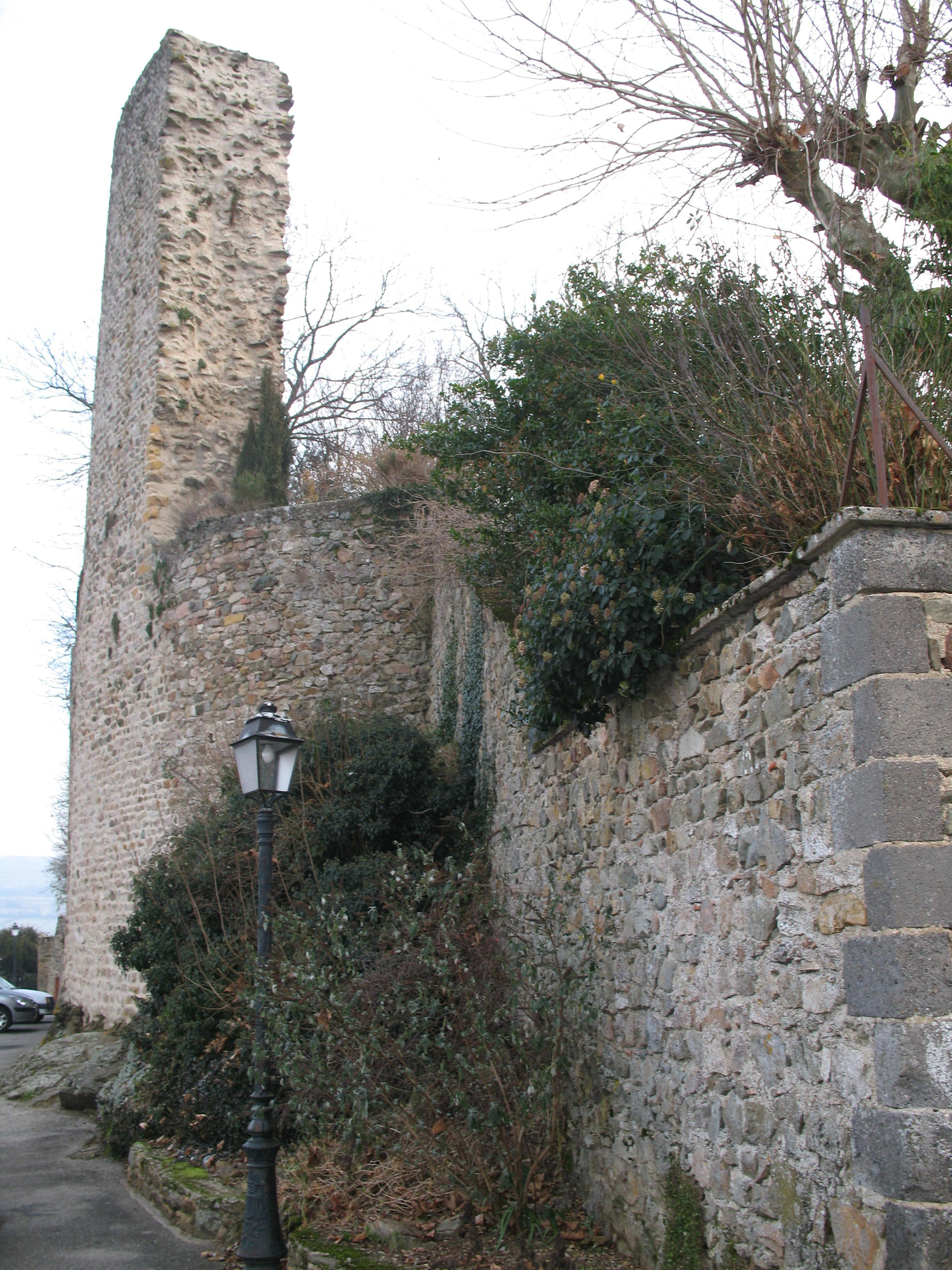
Donjon de Ternand.
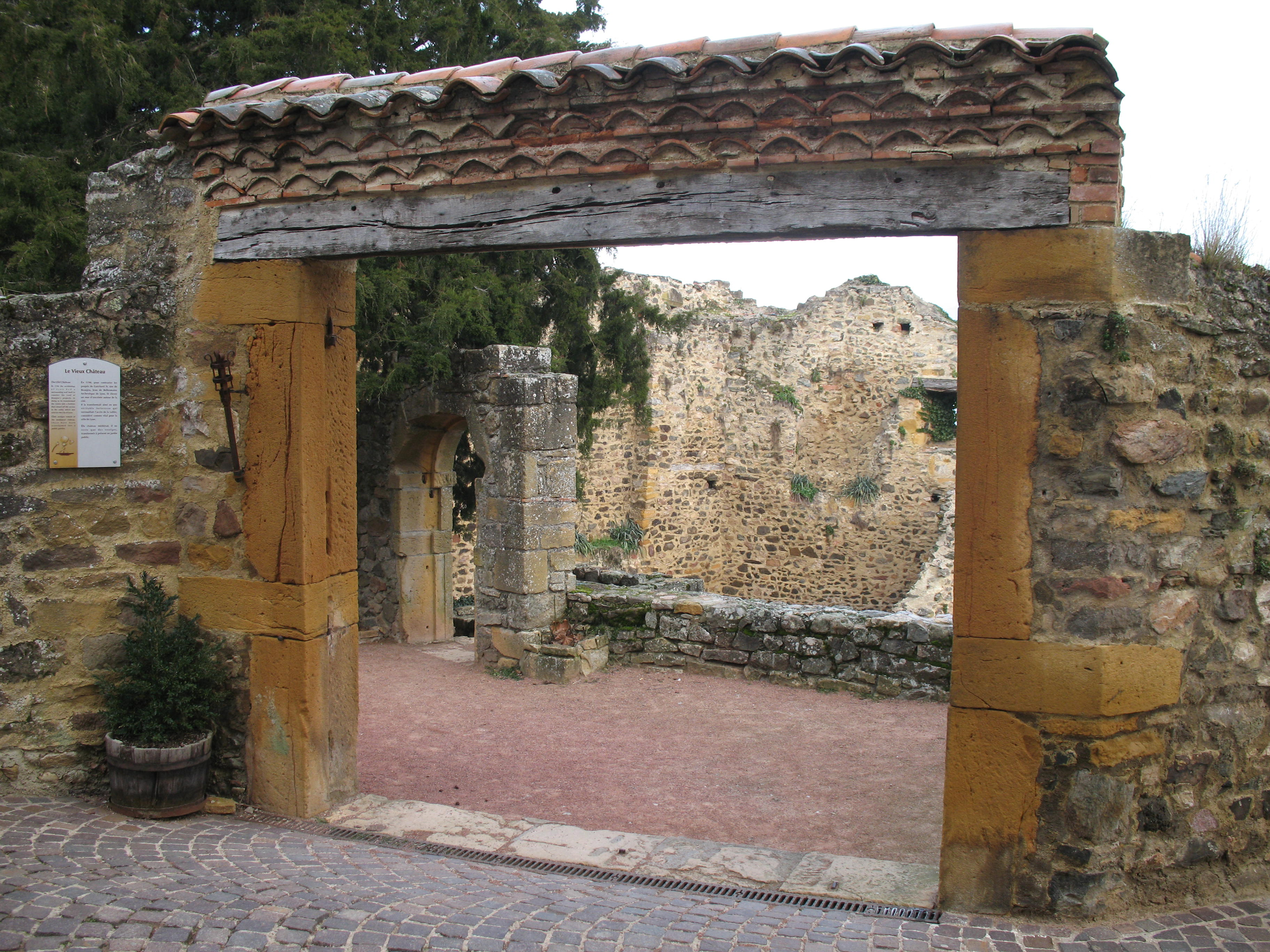
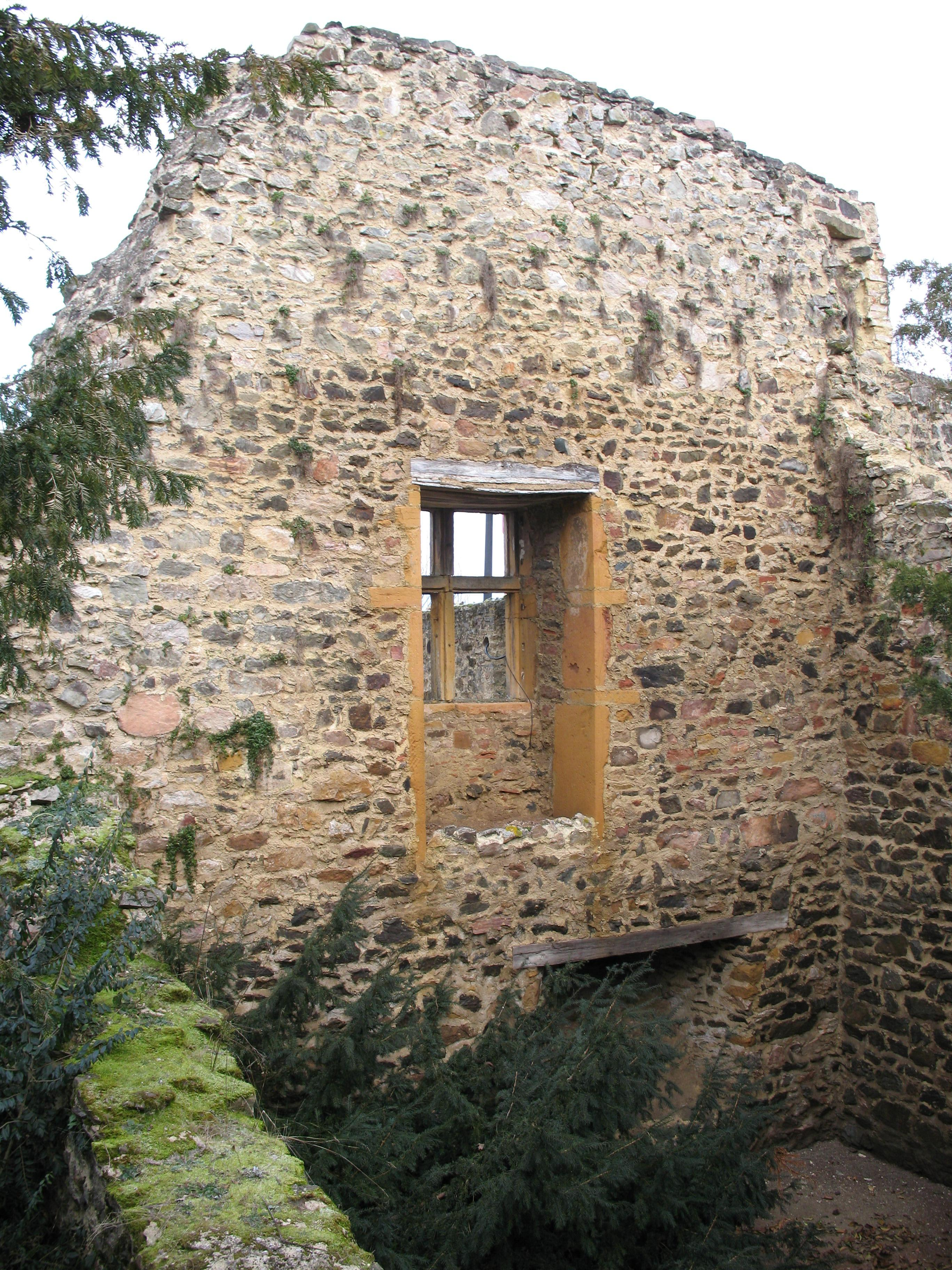
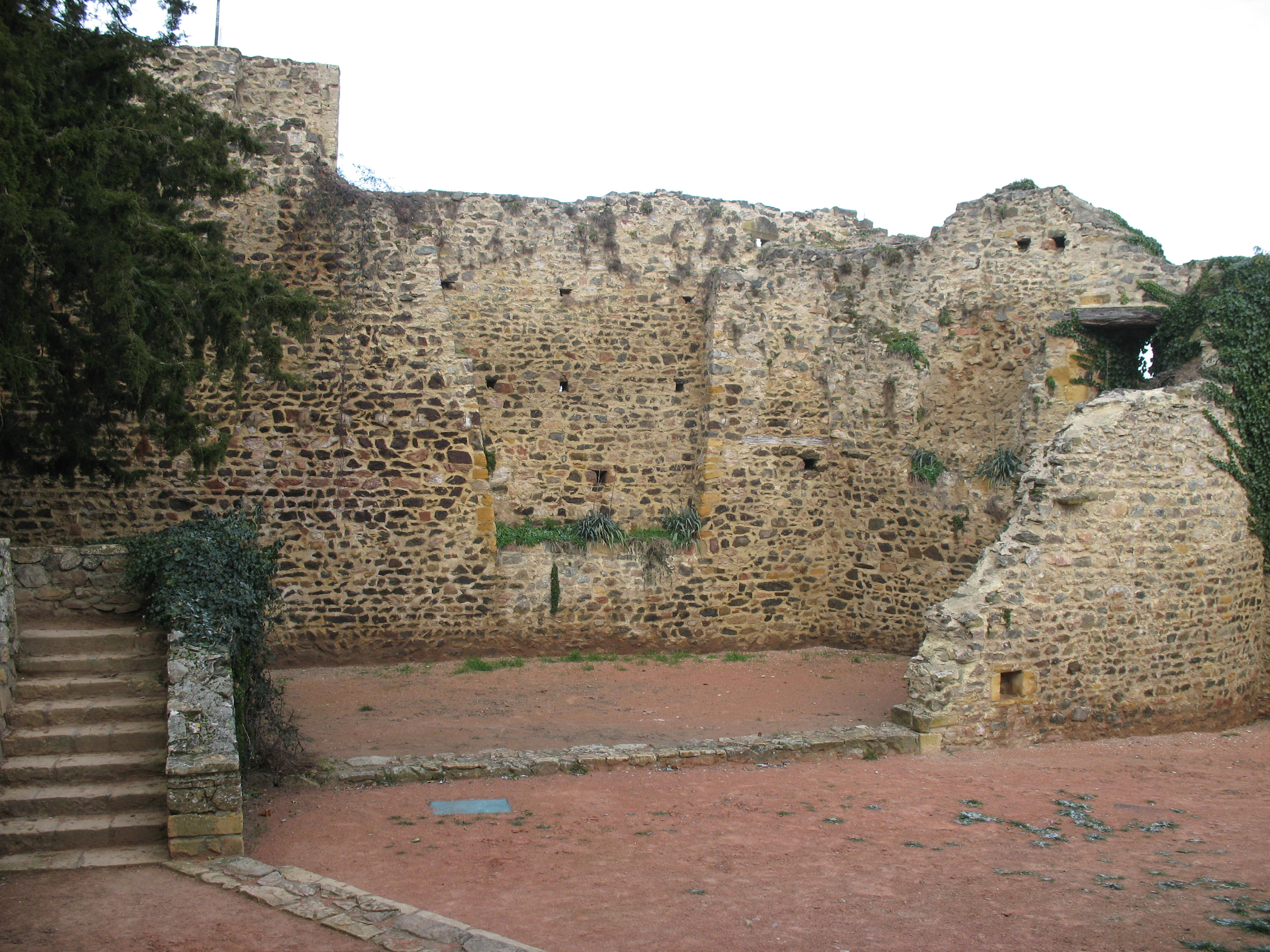